# Флиссинген
Фли́ссинген (нидерл. Vlissingen, МФА: [ˈvlɪsɪŋə(n)], Влиссинген) — община и портовый город в Нидерландах. Расположен на острове Валхерен, при впадении реки Шельда в Северное море.

## История
Рыбацкое поселение на месте города возникло около 620 года. В XIII веке Флиссинген был небольшим приходом. Население занималось в основном рыболовством и добычей торфа. Предположительно, в то время Флиссинген был связан паромной переправой с Фламандским графством, расположенным на другом берегу Шельды (ныне — территория Зеландской Фландрии).
В 1304—1308 году по приказу графа Фландрии, Зеландии и Эно Виллема V несколько к востоку от старого Флиссингена была построена новая гавань и был основано новое поселение. Первоначально новое поселение называлось Новым Флиссингеном, а старая рыбацкая деревня стала называться Старым Флиссингеном. Позднее оба поселения срослись, и стали называться просто Флиссенгеном. Гавань была создана в устье ручья, впадающего в Шельду. Устье ручья было отделено от Шельды шлюзом, благодаря чему бассейн гавани был независим от приливов. С противоположной стороны гавань ограничивалась мельничной дамбой. За мельничной дамбой находился мельничный пруд. Гавань делила город на две примерно равные полукруглые части. В восточной части города находилась церковь св. Якова (Jacobuskerk, основана в 1328 году), в западной части позднее были построены ратуша и биржа.
Новый Флиссинген получил права города в 1315 году. Был известен как центр рыболовства, каперства и работорговли.
В 1443 году порт был расширен за счёт новой гавани (под гаванью понимается отдельный портовый бассейн). Эта новая гавань называлась Английской (нидерл. Engelse haven) или Рыбацкой (нидерл. Vissershaven). 22 мая 1485 года Флиссинген подвергся нападению жителей Слёйса, которые пытались таким образом устранить конкуренцию Флиссингена. Это нападение послужило поводом для строительства городских укреплений (городских стен и ворот) в конце XV века.
В 1585 году был заложен Англии и до 1615 года занят английскими войсками. В 1563 году город был расширен в западном направлении за счёт осушения части мельничного пруда. Город снова был расширен и укреплён в 1580-х годах. В ходе этих работ расширение 1563 года было окружено стенами, а в западной части города была построена новая гавань, получившая название Мусорной (нидерл. Rommelhaven). Вокруг Мусорной гавани был застроен новый район, важнейшей частью которого был Принсенхоф (двор принца) Виллема I Оранского. Для защиты этого района было построено шесть бастионов.
Торговое значение Флиссингена значительно возросло в связи с блокадой Антверпена, продолжавшейся с 1585 по 1795 год. В 1594 году во Флиссингене была построена ратуша, бывшая точной (хотя и уменьшенной) копией антверпенской ратуши. Строительство флиссингенской ратуши было демонстрацией амбиций города, который хотел перенять торговую функцию Антверпена. В начале XVII века город и порт вновь были расширены. В дополнение к уже имеющимся была построена новая, Восточная гавань (нидерл. Oosterhaven).
В XVII веке был главной гаванью для судов Ост-Индской компании. Занимал стратегические позиции на реке Шельда на пути к Антверпенским докам. Флиссинген стал целью британской высадки в Голландии в 1809 году. Город подвергся обстрелу кораблями английского флота. В результате в городе погибло 350 человек и было разрушено около трёхсот зданий, в том числе была полностью разрушена ратуша.
После Наполеоновских войн пришёл в упадок. После 1870 года начался период возрождения города, обусловленный строительством новых доков, железных дорог и созданием судоверфи. Город сильно пострадал в 1944 году в результате бомбардировок и уличных боёв.
|                                       |  |                                                 |  | |
| Торговая улочка в историческом центре |  | К. Вром. Курфюрст Фридрих V во Флиссинге (1632) |  | Флиссинг на картине П. Сеганса из коллекции Зеландского морского музея (1663). Слева вход в старую гавань, справа — в Рыбацкую (Английскую) гавань, в центре церковь св. Якова. |

## Экономика
Центр судостроения и судоремонта. Химическая, алюминиевая промышленность. С 1990 по 2011 г. имел договор о долгосрочном сотрудничестве с Таганрогом.
Климатический курорт. Соединён с другим берегом Западной Шельды паромной переправой.

## Эпонимы
- В честь города голландскими мореплавателями была названа крайняя восточная островная точка Европы — мыс Флиссингский в Архангельской области России.
- Голландские колонисты назвали в честь родного города поселение Флиссинг на Лонг-Айленде. Англичане превратили это название во Флашинг.